# Rivière du Vannetin
Rivière du Vannetin este o arie protejată (sit de importanță comunitară — SCI) din Franța întinsă pe o suprafață de 63,3 ha, integral pe uscat.

## Localizare
Centrul sitului Rivière du Vannetin este situat la coordonatele 48°46′40″N 3°10′18″E / 48.77778°N 3.17167°E.

## Înființare
Situl Rivière du Vannetin a fost declarat arie specială de conservare în baza directivei 92/43 din 1992 referitoare la conservarea habitatelor naturale și a faunei și florei sălbatice pentru a proteja 4 specii de animale.

## Biodiversitate
Situată în ecoregiunea atlantică, aria protejată nu include niciun habitat protejat.
La baza desemnării sitului se află mai multe specii protejate:
- nevertebrate (1): Unio crassus
- pești (3): zglăvoacă (Cottus gobio), Cottus perifretum, cicar (Lampetra planeri)